# Транс-конформація
Транс-конформація (англ. trans conformation) — у хімії полімерів — конформація відносно торсійного кута між зв'язками A–B та C–D, для системи атомів –A–B–C–D–, що належать до основного ланцюга макромолекули. Це конформація, де такий торсійний кут дорівнює ± 180°.
Синонім — антиперипланарна конформація.